# Kabinet-Pawlak I
Het eerste kabinet-Pawlak was de Poolse interim-regering die na de val van het kabinet-Olszewski op 5 juni 1992 aantrad. De leider van de agrarische Poolse Volkspartij (PSL), Waldemar Pawlak, werd die dag op voordracht van president Wałęsa door de Sejm tot premier benoemd met de opdracht een nieuwe regering van christendemocraten, liberalen en boeren te formeren. Hij kreeg daarbij de steun van de tegenstanders van Olszewski: UD, SLD, PSL, KPN, KLD en PPG. 
De formatiepoging mislukte en op 7 juli bood Pawlak zijn ontslag aan de president aan. Op 10 juli werd Hanna Suchocka als premier aangesteld en één dag later werd het kabinet-Suchocka beëdigd. Daarmee had de regeringsperiode van Pawlak, de kortste sinds de omwenteling, slechts 33 dagen geduurd en deze staat daarom ook bekend als "de 33 dagen van Pawlak". Pawlak zou in de jaren 1993-1995 terugkeren als premier van het kabinet-Pawlak II.
De Poolse grondwet bepaalt dat tijdens een formatieperiode de nieuwe premier al in functie is, maar de overige leden van de vorige regering demissionair in functie blijven. Daarom was het kabinet-Pawlak qua samenstelling bijna identiek aan zijn voorganger. Alleen de ministers Macierewicz (Binnenlandse Zaken), Szeremietiew (Defensie) en Włodarczyk (kabinetschef van de regering) werden door Pawlak naar huis gestuurd. 

## Samenstelling (voor zover afwijkend van de vorige regering)
| Ministerie                      | Minister                    | Partij | Partij | Ambtsperiode | Ambtsperiode |
| Ministerie                      | Minister                    | Partij | Partij | van          | tot          |
| ------------------------------- | --------------------------- | ------ | ------ | ------------ | ------------ |
| Voorzitter van de Ministerraad  | Waldemar Pawlak             |        | PSL    | 5 juni 1992  | 10 juli 1992 |
| Minister van Binnenlandse Zaken | Andrzej Milczanowski (a.i.) |        | geen   | 20 juni 1992 | 11 juli 1992 |
| Minister van Defensie           | Janusz Onyszkiewicz (a.i.)  |        | UD     | 5 juni 1992  | 11 juli 1992 |
| Kabinetschef van de regering    | Aleksander Łuczak (a.i.)    |        | PSL    | 20 juni 1992 | 11 juli 1992 |

Mazowiecki (1989-1991) ·
Bielecki (1991) ·
Olszewski (1991-1992) ·
Pawlak I (1992) ·
Suchocka (1992-1993) ·
Pawlak II (1993-1995) ·
Oleksy (1995-1996) ·
Cimoszewicz (1996-1997) ·
Buzek (1997-2001) ·
Miller (2001-2004) ·
Belka I (2004) ·
Belka II (2004-2005) ·
Marcinkiewicz (2005-2006) ·
Kaczyński (2006-2007) ·
Tusk I (2007-2011) ·
Tusk II (2011-2014) ·
Kopacz (2014-2015) ·
Szydło (2015-2017) ·
Morawiecki (2017-2019) ·
Morawiecki (2019-2023) ·
Morawiecki (2023) ·
Tusk III (2023-) ·